# Matsuzaki
Matsuzaki (jap. 松崎町 Matsuzaki-chō) – miasto w Japonii, na wyspie Honsiu, w prefekturze Shizuoka. Według danych na rok 2020 miejscowość zamieszkiwało 6 038 mieszkańców , a gęstość zaludnienia wyniosła 70,9 os./km².